# Ronald Inglehart
Ronald F. Inglehart, ameriški politolog in sociolog, * 5. september 1934, Milwaukee, Wisconsin, ZDA, † 8. maj 2021
Deloval je na Univerzi Michigan. Inglehart je bil direktor Svetovne raziskave vrednot.